# Seznam osebnosti iz Občine Majšperk
Seznam osebnosti iz Občine Majšperk vsebuje osebnosti, ki so se tu rodile, delovale ali umrle.
Občina Majšperk ima 26 naselij: Bolečka vas, Breg, Doklece, Dol pri Stopercah, Grdina, Janški Vrh, Jelovice, Koritno, Kupčinji Vrh, Lešje, Majšperk, Medvedce, Naraplje, Planjsko, Podlože, Preša, Ptujska Gora, Sestrže, Sitež, Skrblje, Slape, Spodnja Sveča, Stanečka vas, Stogovci, Stoperce, Zgornja Sveča.

## Družboslovje, humanistika in znanost
- Marjeta Ciglenečki (1954, Ljubljana), umetnostna zgodovinarka; za potrebe restavriranja tapiserij iz zbirke ptujskega pokrajinskega muzeja je bila 1984 na njeno pobudo v Tovarni volnenih izdelkov Majšperk ustanovljena restavratorska delavnica za historični tekstil, ki je bila prva v Sloveniji
- Štefka Cobelj (1923, Zagorci - 1989, Golnik), umetnostna zgodovinarka, etnologinja; leta 1943 se je pridružila partizanskemu gibanju v Majšperku in okolici
- Miha Japelj (1935, Ljubljana), kemik, izumitelj; 1960-1962 zaposlen v Tovarni volnenih izdelkov v Majšperku
- Vladimir Kajzovar (1956, Ptuj - 2015, Ptuj), slavist, bibliotekar
- Danica Purg (1946, Stogovci), politologinja; častna občanka Občine Majšperk (2017)
- Matej Vodušek (1839, Ptujska Gora - 1931, Ljubljana), astronom, meteorolog, klasični filolog; napisal je prvo grško slovnico v slovenščini, ki je ostala v rokopisu - gre za šolski priročnik z močnim poudarkom na glasoslovju
- Luka Zima (1830, Podlože - 1906, Varaždin), filolog, univerzitetni profesor
- Davorin Žunkovič (1858, Podlože - 1940, Ptuj), ljubiteljski jezikoslovec, častnik, publicist

## Medicina
- Vinko Dolenc (1940, Sestrže), nevrokirurg
- Milko Peče (1902, Ptujska Gora - 1952, Ljubljana), zdravnik; pri zdravniški oskrbi delavcev tovarne strojil v Majšperku se je prvič srečal s poklicnimi boleznimi in jih začel preučevati
- Maks Pen, zdravnik; častni občan Občine Majšperk (1998)

## Politika, ekonomija in pravo
- Franc Ludvik Blagatinšek Kaiserfeld (1780, Goričica - 1856, Gradec), okrajni glavar, uradnik
- Viktor Knez (1913, Ptuj - 1996, Ptuj), pravnik, sodnik, pesnik; predaval je v večerni politični šoli v Majšperku
- Darinka Fakin (1961, Ptuj), univerzitetna profesorica, raziskovalka, županja
- Moriz von Kaiserfeld (1811, Ptuj - 1885, Birkenstein), državni poslanec, državnik, župan

## Religija
- Gašper Dietl (1644, Graz - 1704, Majšperk), duhovnik
- Maks Klanjšek (1931, Ptujska Gora - 2006, Ptuj), redovnik, duhovnik; leta 2000 je od Občine Majšperk prejel plaketo za življenjsko delo pri uveljavitvi tamkajšnje romarske cerkve
- Ferdinand Tirnberger (1719, Ptuj - 1784, Majšperk), duhovnik, redovnik, minorit, filozof

## Šolstvo in književnost
- Eliza Kukovec (1879, Ptuj - 1954, Stoperce), pedagoška pisateljica
- Drago Predan (1904, Ptujska Gora - 1976, Petrovče), učitelj, zborovodja, urednik, andragog
- Meta Rainer (1904, Ptujska Gora - 1995, Polzela), pesnica, prevajalka, učiteljica
- Janez Skela (1960, Ptuj), jezikoslovec, univerzitetni profesor; rana otroška leta je preživel v Majšperku
- Josip Šegula (1903, Ptujska Gora - 1980, Ljubljana), glasbeni pedagog, zborovodja
- Vida Topolovec (1940, Podlože - 2019, Slovenska Bistrica), učiteljica, novinarka
- Vladka Tucovič (1979, Ptuj), slovenistka, lektorica, bibliotekarka, univerzitetna profesorica; OŠ je obiskovala v Majšperku
- Anton Turkuš (1849, Ptujska Gora - okoli 1912, kraj neznan), dramatik, pesnik, profesor

## Umetnost
- Branko Gajšt (1959, Maribor), slikar
- Bogomir Jurtela (1940, Spodnje Jablane), slikar, učitelj; član DPD Svoboda Majšperk
- Stojan Kerbler (1938, Ptujska Gora), fotograf; častni občan Občine Majšperk (2004)
- Miro Kokol (1937, Ptuj), skladatelj, zborovodja, profesor glasbe
- Gregor Samastur (1960, Ptuj), slikar, učitelj, likovni pedagog; od leta 2014 je predsednik Likovne sekcije Ustvarjalec Majšperk

## Razno
- Janko Pislak (1934, Doklece - 2013, Lovrenc na Dravskem polju), čebelar